# Most Sztuki (Skopje)
Most Sztuki (Мост на уметноста) – most nad rzeką Wardar przeznaczony do ruchu pieszego w Skopje w Macedonii Północnej.

## Historia
Most powstał w ramach projektu Skopje 2014. Umieszczono na nim posągi znanych artystów i muzyków macedońskich oraz latarnie z olbrzymimi kandelabrami. Łącznie jest tam 29 posagów. Po każdej stronie znalazło się 14 rzeźb, a 29 rzeźbę Braci Miładinow umieszczono pośrodku. Most oddano go do użytku w kwietniu 2013 roku. Projektantami są Kosta i Viktoria Mangarovski.

## Opis
Most ma 83 metry długości i 9,2 metra szerokości. Pośrodku rozszerza się do 12 metrów. Po obu stronach mostu umieszczono dwumetrowe posagi macedońskich artystów takich jak: Toše Proeski, Lazar Ličenoski, Nikola Martinoski, Dimitar Kondovski, Petar Mazew, Grigor Pyrliczew, Stałe Popow, Krste Misirkov, Kočo Racin, Jordan Hadzi Konstantinov Dzinot, Błaże Koneski, Aco Šopov, Sławko Janewski, Vasil Iljoski, Vančo Nikoleski, Żiwko Czingo, Voydan Pop Georgiev – Chernodrinski, Dimitar Avramovski-Pandilov, Nikoła Wapcarow, Necati Zekeriya, Murteza Peza, Adem Gajtani, Risto Siskov, Petre Prličko, Vlastimir Nikolovsky, Trajko Prokopiev, Todor Skalovski i Stefan Gajdov.

## Posągi
| - Vojdan Černodrinski - Živko Čingo - Jordan Džinot - Stefan Gajdov - Adem Gajtani - Vasil Iljoski - Slavko Janevski - Blaže Koneski - Dimitar Kondovski - Lazar Ličenoski - Nikola Martinoski - Miladinov Brothers - Petar Mazev - Vančo Nikoleski - Vlastimir Nikolovski - Dimitar Pandilov - Murteza Peza - Stale Popov - Toše Proeski - Trajko Prokopiev - Grigor Prličev - Petre Prličko - Kočo Racin - Todor Skalovski - Aco Šopov - Nikola Vapcarov - Nedžati Zekirija |